# Montceau-les-Mines
Pour les articles homonymes, voir Montceau.
Montceau-les-Mines est une commune française située dans le département de Saône-et-Loire, en région Bourgogne-Franche-Comté.
C'est une ancienne ville minière du bassin minier de Saône-et-Loire, bassin exploité dès le Moyen Âge, mais de façon industrielle à partir du XIXe siècle et ce jusqu'en 2000, permettant l'essor de l'industrie sidérurgique et mécanique dans la région.
Il s'agit de la 13e commune de Bourgogne-Franche-Comté en nombre d'habitants.

## Géographie

### Géologie et relief
La commune repose sur le bassin houiller de Blanzy daté du Stéphanien (daté entre -307 et -299 millions d'années).

### Hydrographie
Le territoire de la commune est traversé par la Bourbince.

### Transports
La ligne Montchanin – Paray-le-Monial dispose une gare ferroviaire au centre-ville de Montceau, à laquelle desservie par la liaison TER Montchanin – Moulins.
Pour le transport local, la commune est desservie par 5 lignes d'autobus, dont une permet de rejoindre la gare TGV du Creusot-Montchanin-Montceau-les-Mines.

### Climat
Pour des articles plus généraux, voir Climat de la Bourgogne-Franche-Comté et Climat de Saône-et-Loire.
En 2010, le climat de la commune est de type climat océanique dégradé des plaines du Centre et du Nord, selon une étude du Centre national de la recherche scientifique s'appuyant sur une série de données couvrant la période 1971-2000. En 2020, Météo-France publie une typologie des climats de la France métropolitaine dans laquelle la commune est exposée à un climat océanique altéré et est dans la région climatique Centre et contreforts nord du Massif Central, caractérisée par un air sec en été et un bon ensoleillement.
Pour la période 1971-2000, la température annuelle moyenne est de 10,6 °C, avec une amplitude thermique annuelle de 16,6 °C. Le cumul annuel moyen de précipitations est de 860 mm, avec 11,5 jours de précipitations en janvier et 7,6 jours en juillet. Pour la période 1991-2020, la température moyenne annuelle observée sur la station météorologique de Météo-France la plus proche, « Mt-Saint-Vincent », sur la commune de Mont-Saint-Vincent à 9 km à vol d'oiseau, est de 10,4 °C et le cumul annuel moyen de précipitations est de 891,2 mm. 
La température maximale relevée sur cette station est de 37,6 °C, atteinte le 12 août 2003 ; la température minimale est de −21,1 °C, atteinte le 10 février 1956,,.
| Mois                                  | jan.             | fév.             | mars             | avril           | mai             | juin          | jui.           | août           | sep.           | oct.            | nov.            | déc.             | année      |
| ------------------------------------- | ---------------- | ---------------- | ---------------- | --------------- | --------------- | ------------- | -------------- | -------------- | -------------- | --------------- | --------------- | ---------------- | ---------- |
| Température minimale moyenne (°C)     | −0,3             | 0,1              | 2,9              | 5,5             | 9,1             | 12,5          | 14,6           | 14,7           | 11,2           | 7,9             | 3,3             | 0,7              | 6,9        |
| Température moyenne (°C)              | 2                | 2,9              | 6,5              | 9,6             | 13,4            | 17,1          | 19,3           | 19,3           | 15,2           | 11              | 5,8             | 2,9              | 10,4       |
| Température maximale moyenne (°C)     | 4,3              | 5,6              | 10               | 13,8            | 17,7            | 21,6          | 24             | 23,9           | 19,2           | 14              | 8,3             | 5,2              | 14         |
| Record de froid (°C) date du record   | −18,1 09.01.1985 | −21,1 10.02.1956 | −13,2 06.03.1971 | −5,9 12.04.1986 | −2,3 06.05.1957 | 2 02.06.1962  | 5,2 10.07.1948 | 4,7 30.08.1986 | 1,7 26.09.1972 | −4,2 29.10.1997 | −9,6 22.11.1998 | −16,2 25.12.1962 | −21,1 1956 |
| Record de chaleur (°C) date du record | 16,4 01.01.22    | 21,3 28.02.1960  | 22,3 28.03.1989  | 26,2 22.04.1968 | 30 18.05.1945   | 34,7 22.06.03 | 37,2 31.07.20  | 37,6 12.08.03  | 31,8 07.09.23  | 27,3 01.10.1985 | 21,3 07.11.1955 | 17,2 10.12.1978  | 37,6 2003  |
| Ensoleillement (h)                    | 734              | 1 001            | 1 619            | 190             | 2 083           | 2 438         | 2 645          | 239            | 1 872          | 1 299           | 827             | 692              | 19 499     |
| Précipitations (mm)                   | 69,5             | 56,3             | 61,6             | 66,8            | 87,7            | 71,6          | 81             | 71,4           | 71             | 85,1            | 91,8            | 77,4             | 891,2      |

| Diagramme climatique                                  |            |           |             |             |              |          |              |            |           |            |            |
| J                                                     | F          | M         | A           | M           | J            | J        | A            | S          | O         | N          | D          |
| 4,3−0,369,5                                           | 5,60,156,3 | 102,961,6 | 13,85,566,8 | 17,79,187,7 | 21,612,571,6 | 2414,681 | 23,914,771,4 | 19,211,271 | 147,985,1 | 8,33,391,8 | 5,20,777,4 |
| Moyennes : • Temp. maxi et mini °C • Précipitation mm |            |           |             |             |              |          |              |            |           |            |            |

Les paramètres climatiques de la commune ont été estimés pour le milieu du siècle (2041-2070) selon différents scénarios d'émission de gaz à effet de serre à partir des nouvelles projections climatiques de référence DRIAS-2020. Ils sont consultables sur un site dédié publié par Météo-France en novembre 2022.

## Urbanisme

### Typologie
Au 1er janvier 2024, Montceau-les-Mines est catégorisée centre urbain intermédiaire, selon la nouvelle grille communale de densité à sept niveaux définie par l'Insee en 2022.
Elle appartient à l'unité urbaine de Montceau-les-Mines, une agglomération intra-départementale regroupant cinq  communes, dont elle est ville-centre,,. Par ailleurs la commune fait partie de l'aire d'attraction de Montceau-les-Mines, dont elle est la commune-centre,. Cette aire, qui regroupe 22 communes, est catégorisée dans les aires de 50 000 à moins de 200 000 habitants,.

### Occupation des sols
L'occupation des sols de la commune, telle qu'elle ressort de la base de données européenne d’occupation biophysique des sols Corine Land Cover (CLC), est marquée par l'importance des territoires artificialisés (75,2 % en 2018), en diminution par rapport à 1990 (81,5 %). La répartition détaillée en 2018 est la suivante : zones urbanisées (46,5 %), prairies (16,9 %), zones industrielles ou commerciales et réseaux de communication (16,8 %), espaces verts artificialisés, non agricoles (11,9 %), zones agricoles hétérogènes (4,9 %), eaux continentales (3 %). L'évolution de l’occupation des sols de la commune et de ses infrastructures peut être observée sur les différentes représentations cartographiques du territoire : la carte de Cassini (XVIIIe siècle), la carte d'état-major (1820-1866) et les cartes ou photos aériennes de l'IGN pour la période actuelle (1950 à aujourd'hui).

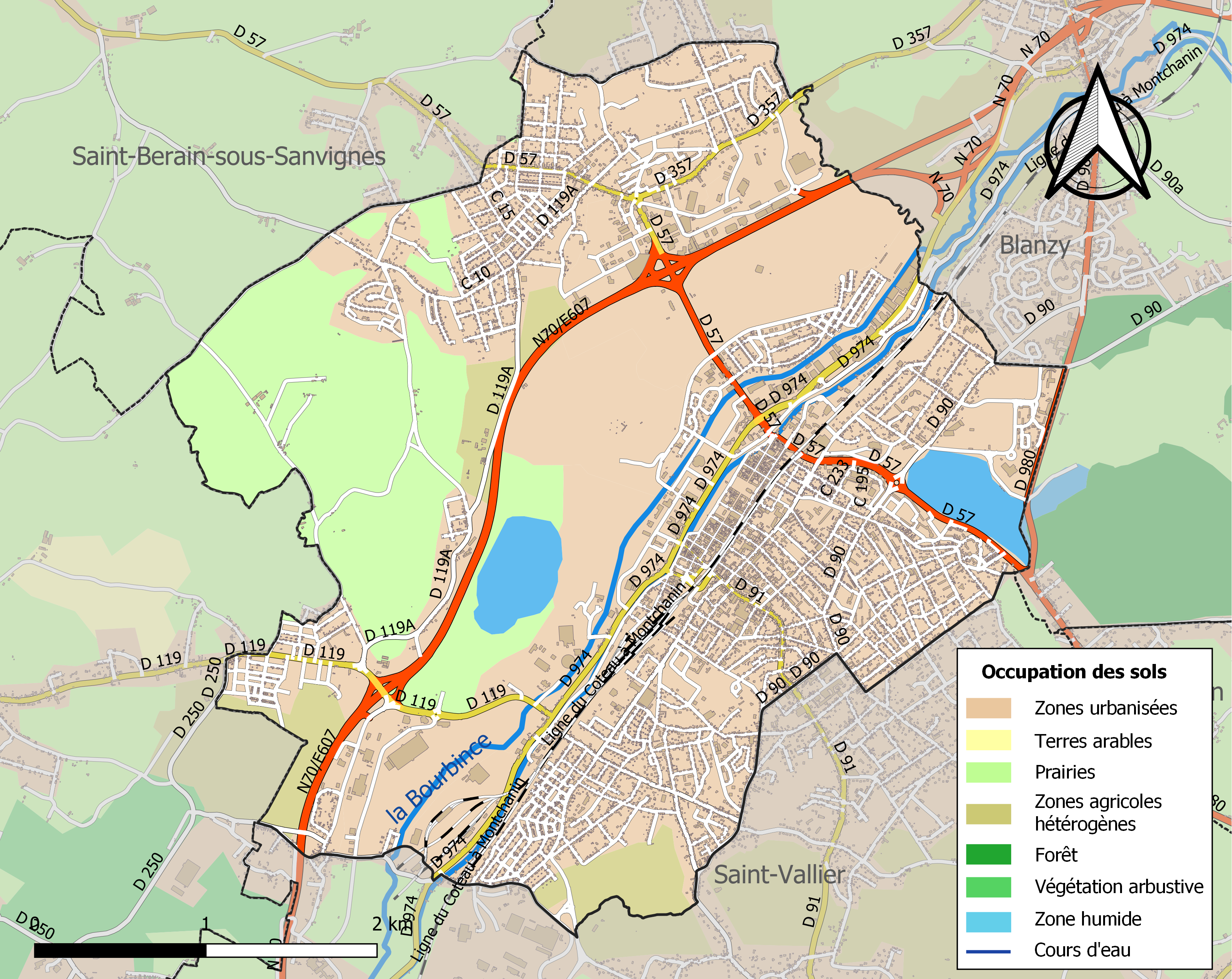
Carte des infrastructures et de l'occupation des sols de la commune en 2018 (CLC).

## Toponymie
Le terme de Montceau apparaît pour la première fois vers 875 (Montcellus) et en 1266 sur un titre des archives de la Côte-d'Or.
La mention des mines apparaît en 1856 avec l'intensification de l'activité houillère au XIXe siècle.

## Histoire
En 1475, Montceau compte environ 25 habitants et il faut attendre 1645 pour trouver trace du nom actuel. Les siècles passant, les communes voisines se développent. Au départ, une auberge et quelques fermes forment un hameau. L'un de ces domaines s'appelant le Montceau ; le nom de la future commune est trouvé. La construction du canal du Centre entre 1783 et 1791, puis l'installation de la Compagnie des mines de houille de Blanzy en 1833, sont les deux principaux événements qui ont entraîné naissance de la ville. À l'initiative de Jules Chagot, dirigeant de la Compagnie, le 24 juin 1856, une loi instaure la commune de Montceau-les-Mines, communauté de 1 300 habitants, sur un territoire ponctionné sur les communes de Blanzy, Saint-Vallier, Saint-Berain-sous-Sanvignes, et Sanvignes-les-Mines. En 1857, Léonce Chagot, premier maire de la ville et gérant des Mines de Blanzy, fait construire une église et réaliser un cimetière. Un bureau de poste est mis en place en 1869, un nouvel hôpital en 1871 et l'hôtel de ville est achevé en 1876, mais la devise de la République ne viendra s'y ajouter qu'en 1996. C'est donc l'exploitation du charbon à Blanzy qui fait prospérer la ville. Véritable laboratoire social du paternalisme, Montceau voit une fin de XIXe siècle  et un début du XXe particulièrement agités par des mouvements sociaux.
Par son expansion économique et industrielle, la commune connaît une croissance exceptionnelle de sa population, atteignant un maximum de près de 29 000 habitants en 1901, contre moins de 20 000 depuis 2005. Vingt maires se succèdent en 144 ans à la tête de la commune, depuis Léonce Chagot en 1856 jusqu'à Marie-Claude Jarrot en 2020.
La ville fait partie des 17 villes françaises décorées, par décret du 24 avril 1946, de la médaille de la Résistance. La citation précise « dès 1943, malgré de nombreuses et cruelles déportations, la torture, les exécutions capitales, Montceau-les-Mines devient un centre très actif de sabotage et de renseignements. Le "Centre Noir" redouté des Allemands s'affirme comme la capitale résistante de la Région… Montceau fournit au département un tiers de ses maquisards. Les "gueules noires" reconnues et recherchées forcent l'admiration par l'audace de leurs innombrables sabotages et embuscades… ».

### Grèves
En janvier 1878, les Montcelliens élisent un candidat républicain à la tête de la commune, le Dr Jeannin, battant Léonce Chagot le dirigeant de la Compagnie. Quinze mineurs de tendance républicaine sont licenciés. Une grève éclate le 27 février, à la grande surprise des autorités. Les gendarmes interviennent quelques jours plus tard. Les bases d'un syndicat de mineurs sont jetées et leurs membres tenant leurs réunions en plein air et de nuit sont surnommés la bande noire. Les troubles et attentats anarchistes qui émaillent les années 1882 à 1884 à Montceau leur sont imputés. Début 1899, des mouvements de grève commencent avec succès au Creusot, à la faïencerie de Digoin, aux forges de Gueugnon et aux chantiers de Chalon-sur-Saône. Le 6 juin 1899, un groupe de grévistes se rend au puits Saint-François et réussit à débaucher ses camarades. L'opération est réitérée avec succès au puits Sainte-Eugénie, puis Saint-Pierre et la Maugrand. Une grève générale est en cours. Un comité de grève s'érige en bureau syndical et rallie 8 000 adhérents. Le 1er juillet, les grévistes obtiennent gain de cause : renvoi de la police de la mine, dite bande à Patin, et reconnaissance du syndicat. Plus tard, le patronat aide à la constitution de syndicats dissidents, constitués d'ouvriers acquis à leur cause. Ces syndicats jaunes voient le jour en 1899 au Creusot puis à Montceau où le premier est officiellement fondé le 8 novembre 1899 par un petit groupe de mineurs. Outre la création de ce syndicat jaune pour réduire la force du mouvement ouvrier, la lutte contre la grève de 1899 s'appuie sur l'envoi de 3000 soldats.
En 1900, la dynastie Chagot cède la place à la Compagnie des mines de houille de Blanzy, société anonyme. Un polytechnicien, M. Coste, est nommé directeur de la mine. Jean Bouveri est élu maire le 20 mai 1900. C'est le premier maire issu d'une liste socialiste élu en France. Un certain réveil libertaire voit le jour parmi les ouvriers. Le directeur avait décidé de réduire les effectifs afin d'augmenter production et productivité. Les ouvriers étaient payés selon la valeur du charbon extrait. Un travail identique ne rapportait pas, malheureusement, un salaire identique. Le 21 janvier 1901, le syndicat, qui avait entrepris des négociations le 19, est débordé par sa base. La grève est déclenchée. Des députés viennent soutenir les mineurs grévistes. La Soupe populaire est mise en place le 10 février. La collecte des vivres et des victuailles s'organisait dans l'arrière-pays. De janvier à mai 1901, une troupe qui compte jusqu'à 25 000 hommes est déployée à Montceau-les-Mines. Le discours du 8 mars à l'Assemblée nationale n'eut pas le retentissement escompté par les Montcelliens. La grève de 1901 a été une des plus longues du mouvement ouvrier : 108 jours. Elle se termina le 10 mai.

### Bande noire
Le nom de Bandes noires fut associé aux bandes anarchistes qui commirent des attaques entre 1882 et 1885. Les premières actions spectaculaires furent dirigées contre différents symboles de la religion chrétienne, comme les croix. Le clergé local était alors accusé de beaucoup de zèle envers les ouvriers peu habitués à fréquenter l'église.
En 1883, leurs attaques prennent une tournure différente, et sont majoritairement dirigées contre ceux considérés comme bourgeois, ou informateurs, on peut par exemple citer l'ingénieur Michalowski qui voit sa chambre à coucher dynamitée à trois reprises entre le 12 mai et le 30 octobre 1883 mais qui y échappe à chaque fois.
Le 7 novembre 1884, un piège monté par la gendarmerie et un informateur nommé Claude Brenin, mais l’exécutant (et cible) nommé Jean Gueslaff, censé poser une bombe, tire alors sur deux gendarmes et sur un maréchal des logis qui sont tous les trois grièvement blessés,. Gueslaff est arrêté et dénonce de nombreux membres de la bande noire.
À la suite de cet attentat raté et des arrestations qui suivirent, le procès a lieu en mai 1885. Durant celui-ci, trente-deux accusés sont jugés : Jean Gueslaff le tireur est condamné à dix ans de travaux forcés, Brenin l'informateur à cinq ans et huit autres membres sont condamnés à des peines allant de quatre ans de prison à vingt ans de travaux forcés. Douze accusés sont finalement acquittés. À la suite de ces lourdes condamnations, les Bandes noires font beaucoup moins parler d'elles.
C'est en 1885 qu'on assiste aux derniers attentats des Bandes noires dans le bassin minier et ses alentours.

### Mine de Montceau

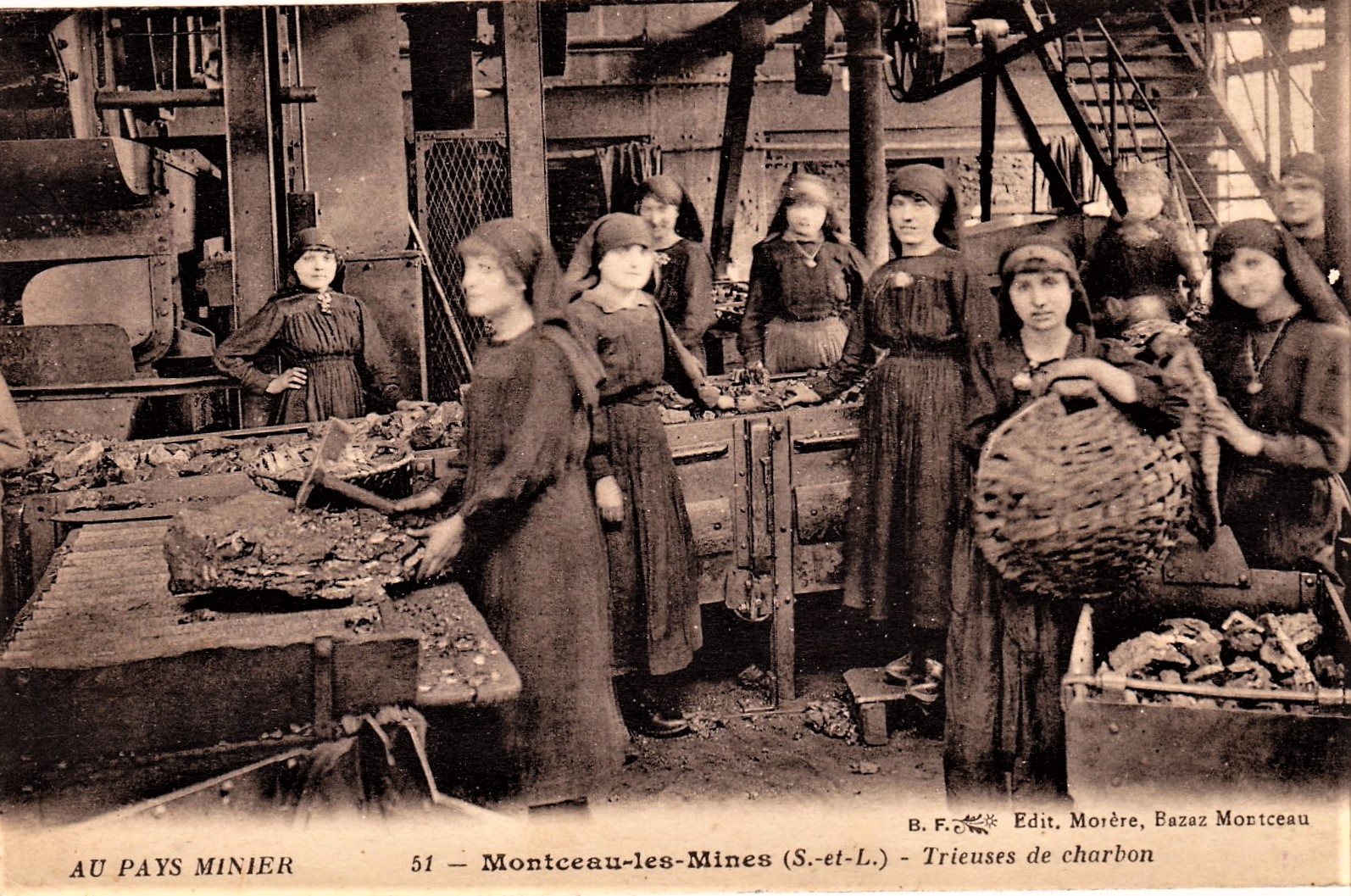
Le bassin houiller à fait l'objet d'une forte exploitation. Des trieuses de charbon à Montceau-les-Mines dans les années 1910.

Les premiers travaux d'exploitation débutent à Blanzy en 1813 et se propagent ensuite à Montceau en 1820. Depuis 1833, le charbon a toujours été extrait en sous-sol. En 1884, on dénombre 6 500 mineurs pour une population de 24 000 individus. Une part importante de cette population dépend donc directement de la Compagnie, compte tenu que les enfants en fréquentent les écoles. L'emploi des enfants est réglementé. L'entrée à la mine se fait à 12 ans. Une loi du 2 novembre 1892 interdit le travail de nuit aux enfants de moins de 16 ans de 9 heures du soir à 5 heures du matin. Le travail souterrain est interdit aux femmes et aux filles. Quant aux jeunes gens, certaines exceptions les amènent à travailler dans les galeries, où les conditions de travail sont particulièrement pénibles. La journée est de 10 heures. Dans l'eau, la chaleur, la poussière, l'angoisse, l'obscurité, les cris. La maladie les guette tous, La Compagnie est très hiérarchisée. Les femmes travaillent aussi mais pas au fond. Les différentes explosions et accidents ont causé près de 400 décès du début de l'exploitation jusqu'à 1882 (voir coup de grisou). La Grande Guerre permet à la SA des Mines de Blanzy de battre des records de production (2 786 500 tonnes) en 1918. Les puits Darcy et Plichon voient le jour après la guerre.
L'agglomération de Montceau-les-Mines compte une importante communauté polonaise qui, 70 ans après l'arrivée des mineurs polonais, est toujours très active. À la sortie de la Seconde Guerre mondiale, en 1946, on trouve encore 8 puits, et 10 000 ouvriers y travaillent. Maurice Thorez, vice-président du Conseil, vient prononcer un discours encourageant la production. Vers 1960, ce seront plus de 100 puits pour une production annuelle atteignant 2,5 millions de tonnes. Mais de plus en plus concurrencées par les productions étrangères, particulièrement par le charbon des pays de l'Europe de l'Est et d'autres sources d'énergie, la production passe sous les 2 millions de tonnes en 1965 puis sous le million en 1985. Le procédé d'exploitation en découverte apparaît dans les années 1980 comme le moyen de sauvegarder des emplois et de maintenir l'extraction du charbon dans la région. Le site d'exploitation de Darcy cesse toute activité le 30 avril 1992, après 159 ans d'activité. Il n'y a dès lors plus d'exploitation du fond. Le vendredi 22 décembre 2000, l'extraction du charbon dans le bassin minier montcellien se termine avec la fin de l'exploitation en découverte de Saint-Amédée à Sanvignes.

Puits de charbon de Montceau-les-Mines.
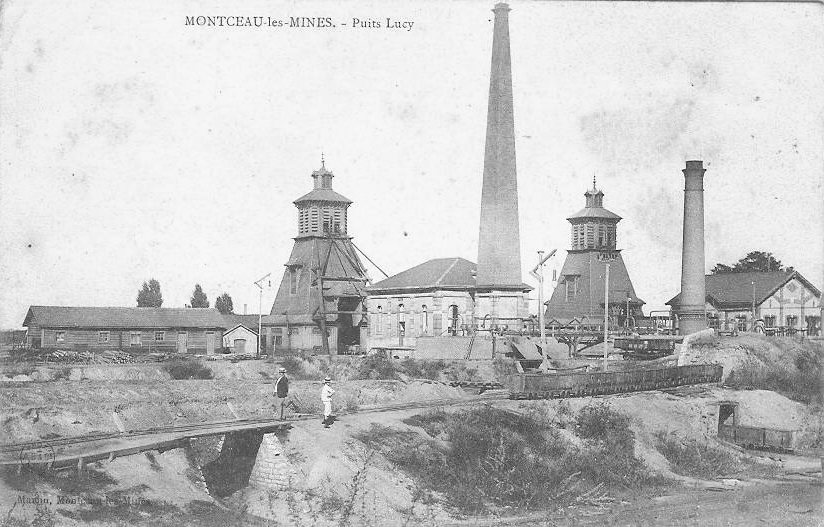
Les puits Lucy.
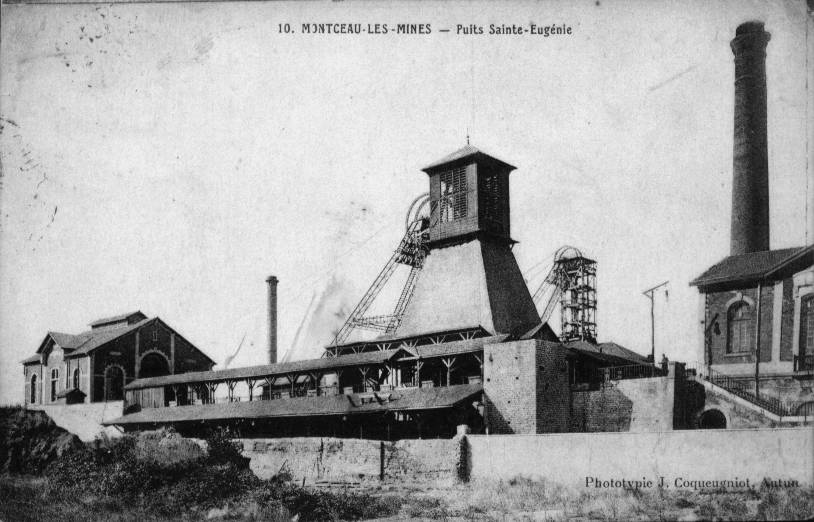
Le puits Sainte-Eugénie.
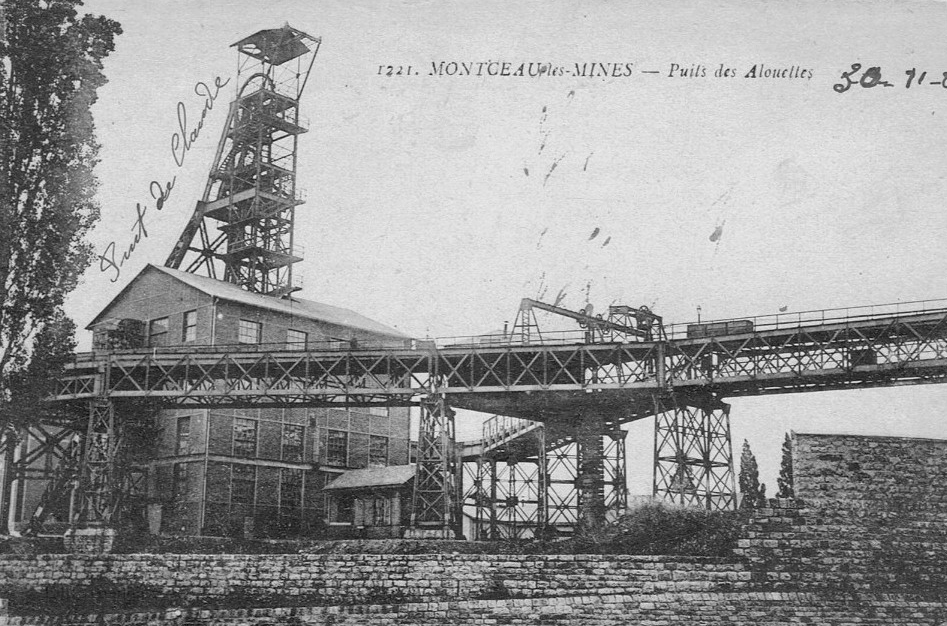
Le puits des Alouettes.
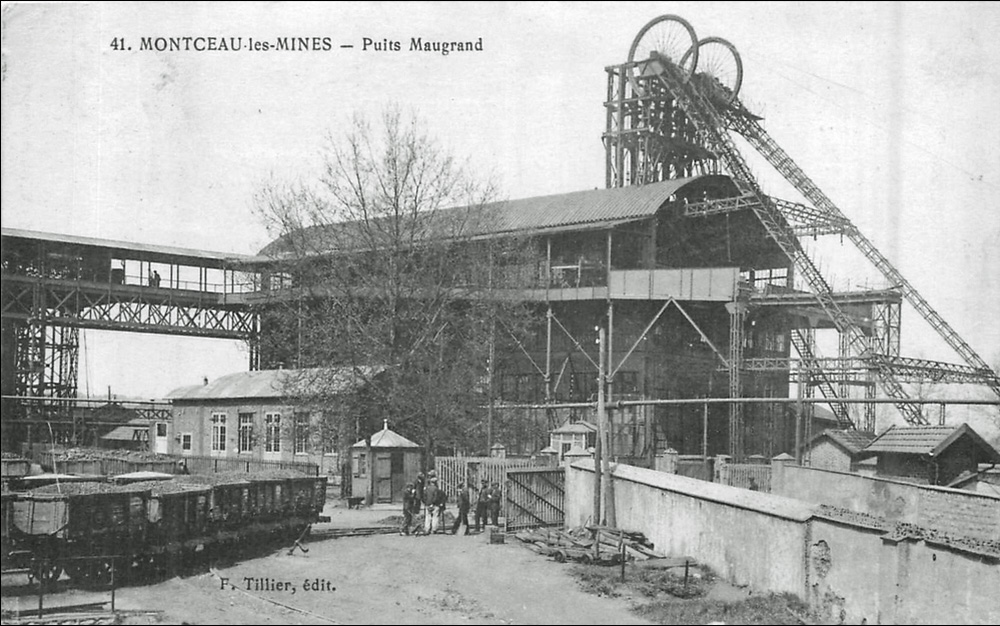
Le puits Maugrand.

### Catastrophes minières
- Cinq Sous 
  - 6 morts le 25 avril 1851 ;
  - 13 morts le 29 septembre 1853 ;
  - 89 morts le 12 décembre 1867 (coup de grisou).
- Ravez
  - 10 morts le 24 septembre 1853 ;
  - 29 morts le 22 décembre 1855.
- Sainte-Eugénie
  - 41 morts le 8 novembre 1872 ;
  - le dimanche 3 février 1895, un incendie se déclare dans une galerie du puits Sainte-Eugénie. Une formidable explosion le lendemain matin balaie le barrage mis en place pour étouffer l'incendie et tue tous ceux qui s'y trouvaient. 21 morts, 7 disparus, portant à 28 le nombre de victimes de la catastrophe. Deux ans plus tard, un autre accident dans ce même puits coûte la vie à 4 mineurs. À chaque catastrophe, la Compagnie recherche un coupable. En l'espèce, elle désigne le mineur ayant voulu rallumer sa lampe, alors qu'un délégué mineur alertait l'attention des responsables depuis plus de six mois sur l'absence de sécurité et les risques du grisou.
- Plichon  
  - Le 16 janvier 1958, un coup de poussière ébranle le puits Plichon. Ce que beaucoup redoutaient s'est malheureusement produit. Il s'agit certainement de la catastrophe minière la plus marquante du xxe siècle pour la région (20 morts).

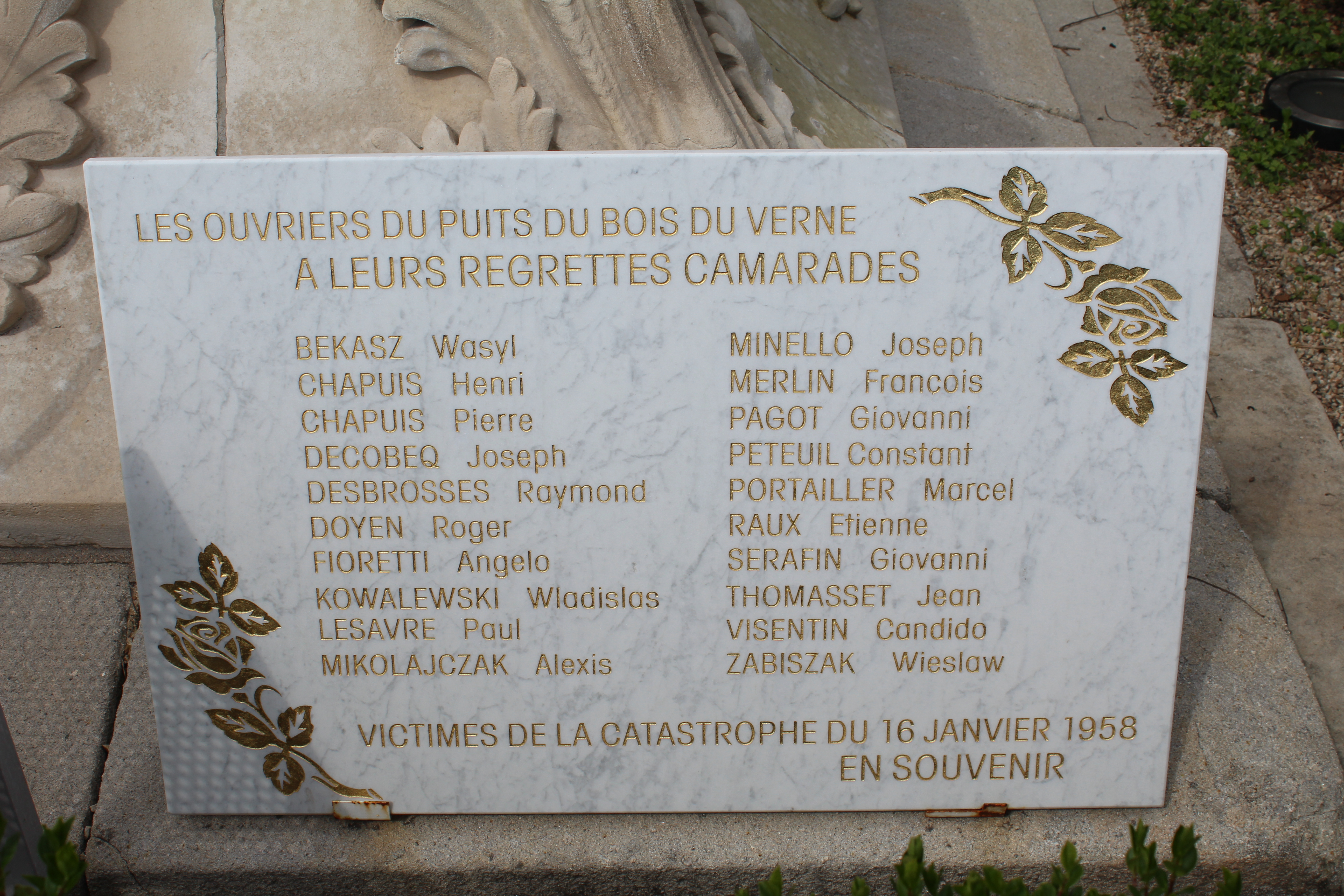
Hommage aux victimes de la catastrophe minière de 1958.

### Depuis la fermeture des mines
Depuis la fermeture de la dernière mine à Montceau en 2000, la ville a su se transformer : la zone minière entre le centre-ville et la route express est, en partie, devenue un ensemble de deux parcs, le parc Maugrand, au sud, et le parc Saint-Louis, au nord. De nombreux quartiers ont été réhabilités, et la vie culturelle a été entretenue, notamment à travers le centre culturel créé en 1979 baptisé « Centre d'animation et de rencontres », puis renommé en 2003 « l'Embarcadère ».
La ville maintient donc une dynamique de modernisation et continue sa transformation. Parmi les grands projets en cours de réalisation on trouve :
- la transformation en des logements écologiques d'ensembles sociaux des années 1960.
- la poursuite de la mise à 2×2 voies de la route express qui dessert la ville et qui fait partie d'un axe qui traverse la France, la route Centre-Europe Atlantique (ou RCEA).

En 2010, Montceau-les-mines est la 18e ville de plus de 20 000 habitants la plus pauvre de France et celle possédant le taux de chômage le plus élevé en Bourgogne. En 2019, le taux de pauvreté atteint 20,3 % dans la commune, contre une moyenne nationale de 14,6 %, et presque un-cinquième de la population vit en quartier prioritaire (Bois du Verne et Rives du Plessis).
L'ancienne tour de refroidissement (100 m de haut) et la cheminée (140 m) de la centrale thermique de Lucy ont été détruites par explosif le 8 novembre 2023. Mais une partie du site produit depuis 2022 de l'électricité, cette fois à partir de 30 000 panneaux photovoltaïques (alimentant l'équivalent de 7 000 foyers) et la commune envisage aussi une production d'hydrogène in situ.
Elle est en déclin démographique (- 20 % de population en 20 ans).
Quelques chiffres significatifs de l'évolution des effectifs des houillères
- 1850 - 975 mineurs ;
- 1914 - 6 700 mineurs ;
- 1918 - 12 700 mineurs ;
- 1939 - 8 300 mineurs ;
- 1948 - 12 000 mineurs ;
- 1991 - 651 mineurs ;
- 2000 - fin de l'exploitation des découvertes[31].

## Politique et administration

### Jumelages
- Geislingen an der Steige (Allemagne)
- Zory (Pologne)
- Acquaformosa (Italie)[32]
- Lungro (Italie)[32]
- Firmo (Italie)[32]

## Population et société

### Démographie
L'évolution du nombre d'habitants est connue à travers les recensements de la population effectués dans la commune depuis 1856. Pour les communes de plus de 10 000 habitants les recensements ont lieu chaque année à la suite d'une enquête par sondage auprès d'un échantillon d'adresses représentant 8 % de leurs logements, contrairement aux autres communes qui ont un recensement réel tous les cinq ans,.

En 2022, la commune comptait 16 946 habitants, en évolution de −9,49 % par rapport à 2016 (Saône-et-Loire : −1,06 %, France hors Mayotte : +2,11 %).
| 1856  | 1861  | 1866  | 1872  | 1876   | 1881   | 1886   | 1891   | 1896   |
| ----- | ----- | ----- | ----- | ------ | ------ | ------ | ------ | ------ |
| 2 206 | 3 337 | 5 377 | 8 287 | 11 011 | 13 108 | 15 313 | 19 612 | 22 467 |

| 1901   | 1906   | 1911   | 1921   | 1926   | 1931   | 1936   | 1946   | 1954   |
| ------ | ------ | ------ | ------ | ------ | ------ | ------ | ------ | ------ |
| 28 779 | 26 305 | 26 830 | 24 629 | 26 606 | 28 173 | 26 902 | 26 726 | 28 308 |

| 1962   | 1968   | 1975   | 1982   | 1990   | 1999   | 2006   | 2011   | 2016   |
| ------ | ------ | ------ | ------ | ------ | ------ | ------ | ------ | ------ |
| 29 364 | 27 421 | 28 177 | 26 925 | 22 999 | 20 634 | 19 538 | 19 124 | 18 722 |

| 2021   | 2022   | - | - | - | - | - | - | - |
| ------ | ------ | - | - | - | - | - | - | - |
| 16 831 | 16 946 | - | - | - | - | - | - | - |

### Manifestations culturelles et festivités
Depuis 1997, à l'initiative du député-maire Didier Mathus, Montceau-les-Mines organise le festival « TSB » (Tango, Swing et Bretelles) qui accueille durant quelques semaines divers artistes, tels que Louise Attaque, Renan Luce, Adrienne Pauly, Benabar, Cali, Bernard Lavilliers, Patrick Bruel, Yves Jamait, La Grande Sophie, Alain Bashung, La Ruda, Anaïs Croze, Olivia Ruiz. Ce festival a attiré en 2007 un public venu de toute la Bourgogne pour assister à ces spectacles[réf. nécessaire].
L'Orchestre symphonique de la communauté Le Creusot-Montceau né en 1976, avec une cinquantaine de musiciens recrutés dans la communauté urbaine et au-delà, popularise la musique classique et symphonique. Constitué d'un mélange d'amateurs et de professionnels, il travaille en liaison avec les professeurs des conservatoires du département et se produit sur les scènes de la région.http://orchestreccm.monsite.orange.fr
En 2024, le festival TSB est remplacé par le festival BAM, soit « Bienvenue à Montceau ».

### Sports

#### Rugby
Le rugby, sport majeur dans les années 1960 et 1970, a vu le Rugby club montcellien (RCM) évoluer en 1re division nationale et 2e division nationale.
Champion de Bourgogne en 2009, le club refuse néanmoins de monter en Fédérale 3 faute de moyens. Alors qu'il évolue en Promotion d'Honneur pour la saison 2011-2012, le RCMB devient premier de sa poule et obtient la remontée en Honneur pour la saison 2012-2013, puis gagne le bouclier de Champion de Bourgogne. Après une activité en sommeil l'équipe fanion est relancée pour la saison 2017-2018 et le RCMB devient champion de Bourgogne Franche Comté 2e série. Promu en 1re série, il remporte un nouveau bouclier de champion de Bourgogne Franche-Comté en 2019 et accède à la promotion d'honneur régionale.
En 2020, le RCMB accède au niveau honneur. Puis en 2023, après une très belle saison conclue par un titre de champion, le RCMB monte en Fédérale 3.

#### Football
Le football est une activité sportive majeure à Montceau-les-Mines. L'Entente de Montceau, devenue le FC Montceau Bourgogne, a évolué pendant sept saisons en Division 2 dans les années 1980, dont cinq de professionnalisme. Son meilleur résultat fut la 4e place du groupe A en 1987-1988.
En 2007, le FC Montceau Bourgogne, évoluant en bas de la quatrième division (CFA), a accédé aux demi-finales de la coupe de France de football après avoir éliminé les Girondins de Bordeaux aux tirs au but en huitièmes de finale. En quart de finale, ils éliminèrent le deuxième du championnat de France de Ligue 1, le RC Lens (1-0). Ce fut une grande surprise et l'équipe fut considérée de ce fait comme le « Petit Poucet » de la compétition. Son parcours s'arrêta en demi-finale face au FC Sochaux (0-2 après prolongations).
Depuis, le FCMB a connu des temps plus sombres, ponctués notamment par une descente en Régional 1 à la fin de la saison 2022/2023.

#### Basket
L'équipe féminine de Basket de la Gerbe Montceau-les-Mines fut championne de France deux années de suite en 1966 et 1967. Le club a disparu en 1982.

### Médias
La ville est citée dans l'épisode 6 de la série télévisée parodique La Flamme.

### Cultes
Églises :
- paroisse Saint-Jean plus communément appelée église Notre-Dame ;
- église du Sacré-Cœur de Bellevue, construite par la Compagnie des Mines de Blanzy avec son presbytère en 1889, entre les deux écoles de la mine construites en 1880 (la construction de l'église s'acheva en 1891 par la réalisation du clocher et du portail). Son clocher, qui se dresse au-dessus de la croisée du transept antérieur, abrite trois cloches. L'église de Bellevue, néo-romane, se compose d'une nef et de deux collatéraux, d'un transept antérieur au niveau de la première travée et d'un transept postérieur. L’église est voûtée d’arêtes[37] ;
- chapelle de la Saule ;
- chapelle du Bois de Verne ;
- église protestante évangélique.

Mosquées :
- mosquée du Bois du Verne ;
- mosquée turque de Montceau ;
- mosquée du Plessis.

## Culture locale et patrimoine
Montceau-les-Mines est le siège d'une société savante : la Physiophile, société fondée en 1888 qui exerce ses activités dans différentes disciplines, celles comprises par les sciences naturelles et celles touchant au domaine de l'archéologie. Elle publie chaque semestre un bulletin, dont le titre est La Physiophile (n° 181 en décembre 2024), et gère le musée des fossiles, pour lequel elle dispose d'un local spécifique, en collaboration avec l'écomusée du Creusot-Montceau et la ville de Montceau-les-Mines.

### Lieux et monuments

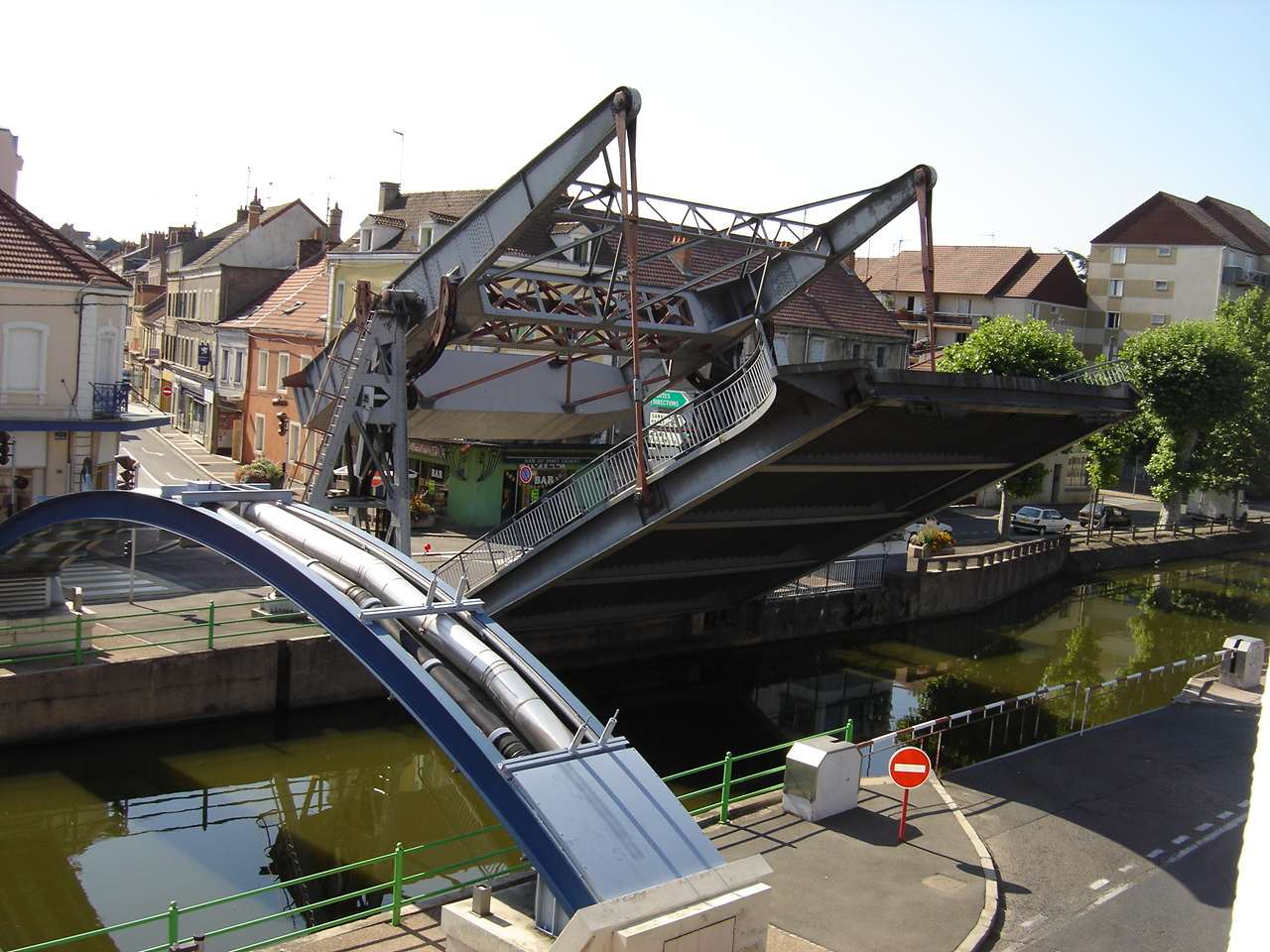
Le pont levant sur le canal du Centre.
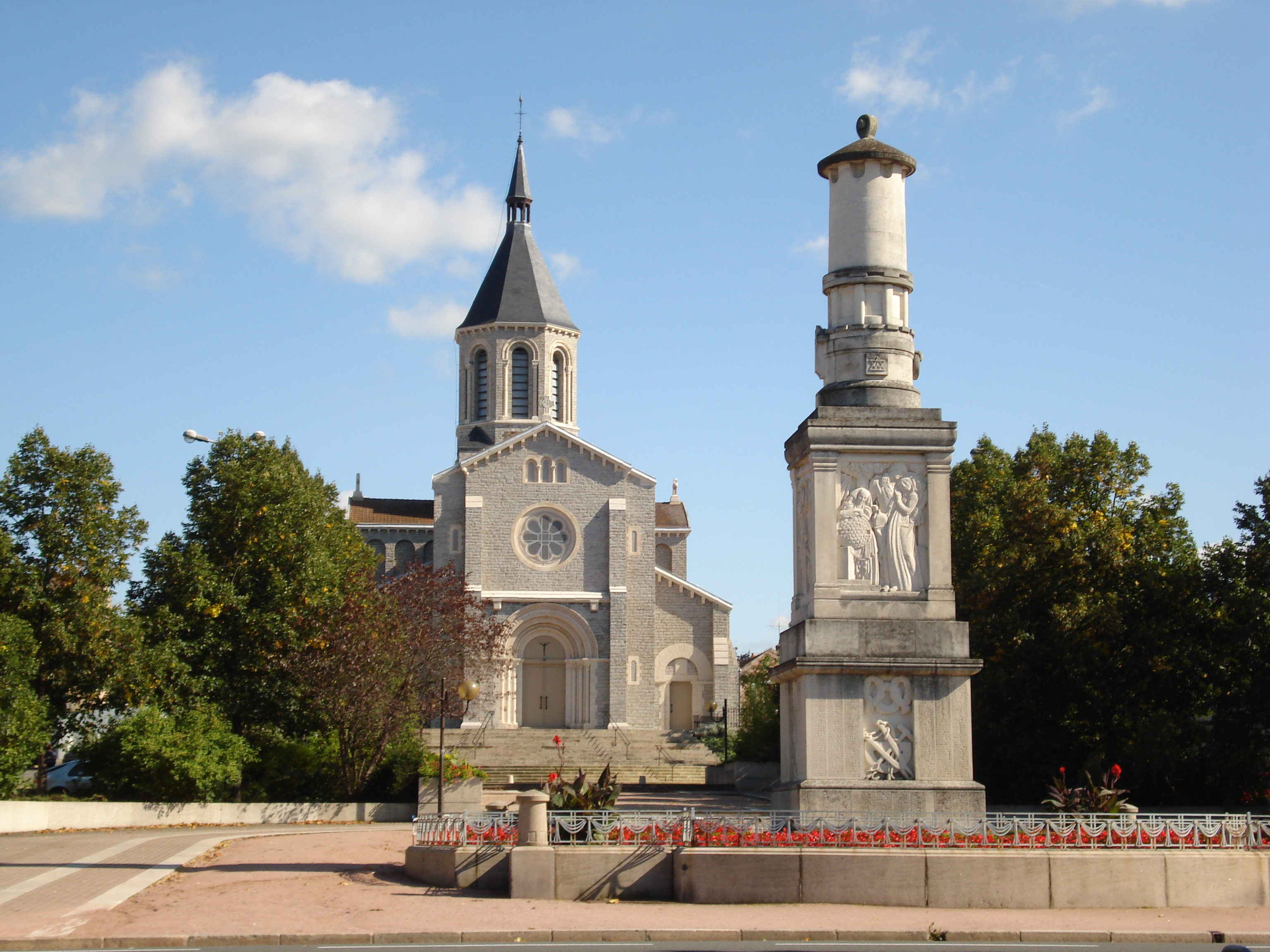
L'église-Notre Dame et le monument aux morts (Antoine Bourdelle).
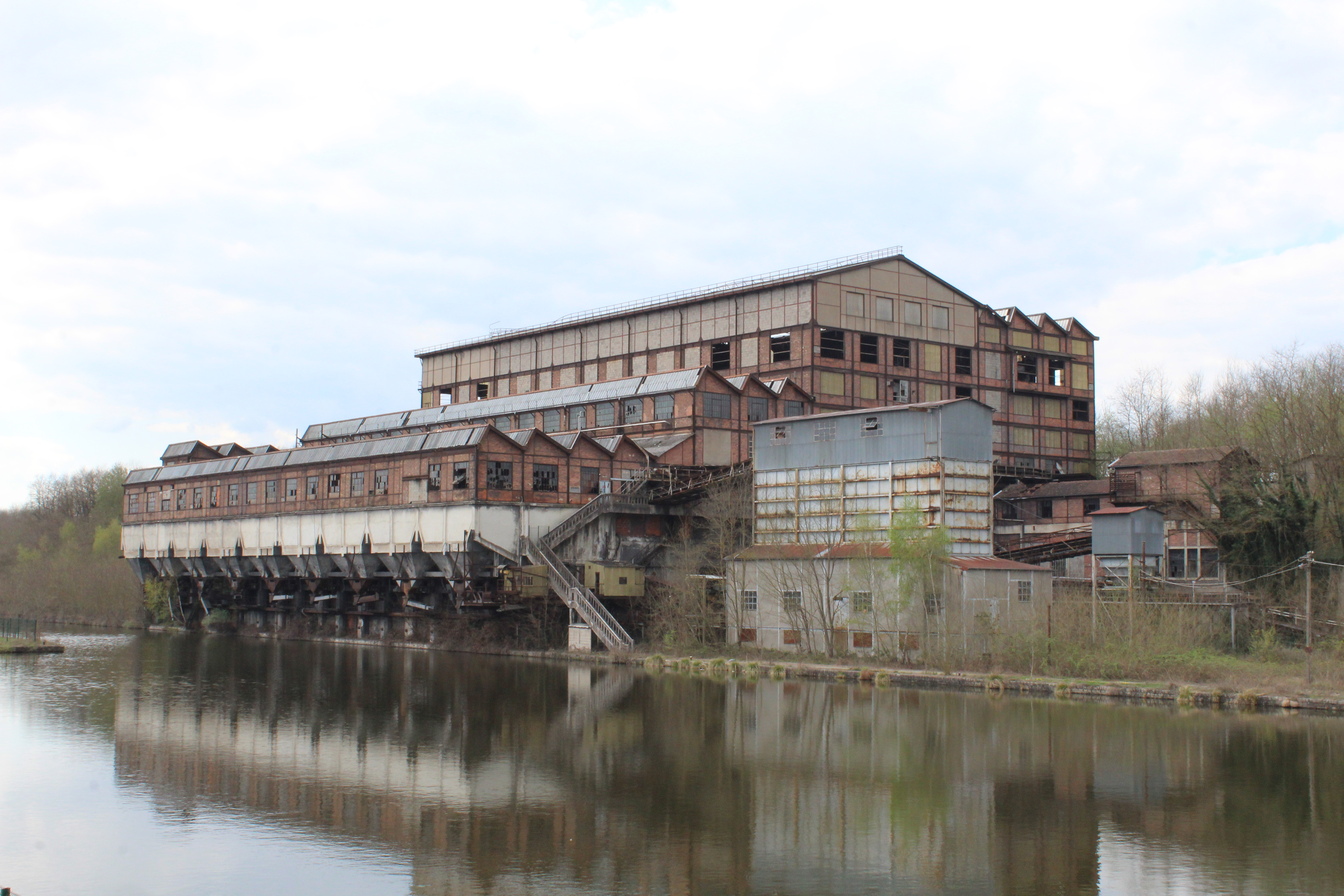
Le lavoir des Chavannes.

- L'hôtel de ville ;
- le Musée des « fossiles », au no 74 du quai Jules-Chagot, spécialisé dans la conservation des archives de la terre du bassin houiller de Blanzy (créé à l'initiative de La Physiophile, société d'études des sciences naturelles et historiques de Montceau-les-Mines fondée en 1888 par Dupont de Dinechin)[38] ;
- la « Maison d'école », musée fondé en 1977[39] et installé à l'École du Centre (au no 37 de la rue Jean-Jaurès), musée dépendant depuis 1981 de l'écomusée du Creusot. Musée représentatif de l'école publique sous la IIIe République[40] ;
- le lavoir des Chavannes, inscrit aux monuments historiques entre 2000 et 2020[41] ;
- l'Embarcadère[42] ;
- le port de plaisance et la capitainerie ;
- le monument aux morts de la mine, œuvre du sculpteur Antoine Bourdelle classée au titre des monuments historiques par arrêté du 30 septembre 2020, représenté sur le timbre poste de 12 francs « Commune de Montceau-les-Mines » émis en 1956 (no 1065 du catalogue Yvert et Tellier)[43].

### Parcs et espaces verts
- Parc Maugrand ;
- parc Saint-Louis ;
- la ville est récompensée par trois fleurs au concours des villes et villages fleuris[44].

### Patrimoine géologique
- Fossile de Myxineidus gononorum trouvé dans le puits Saint-Louis en 2001[45].

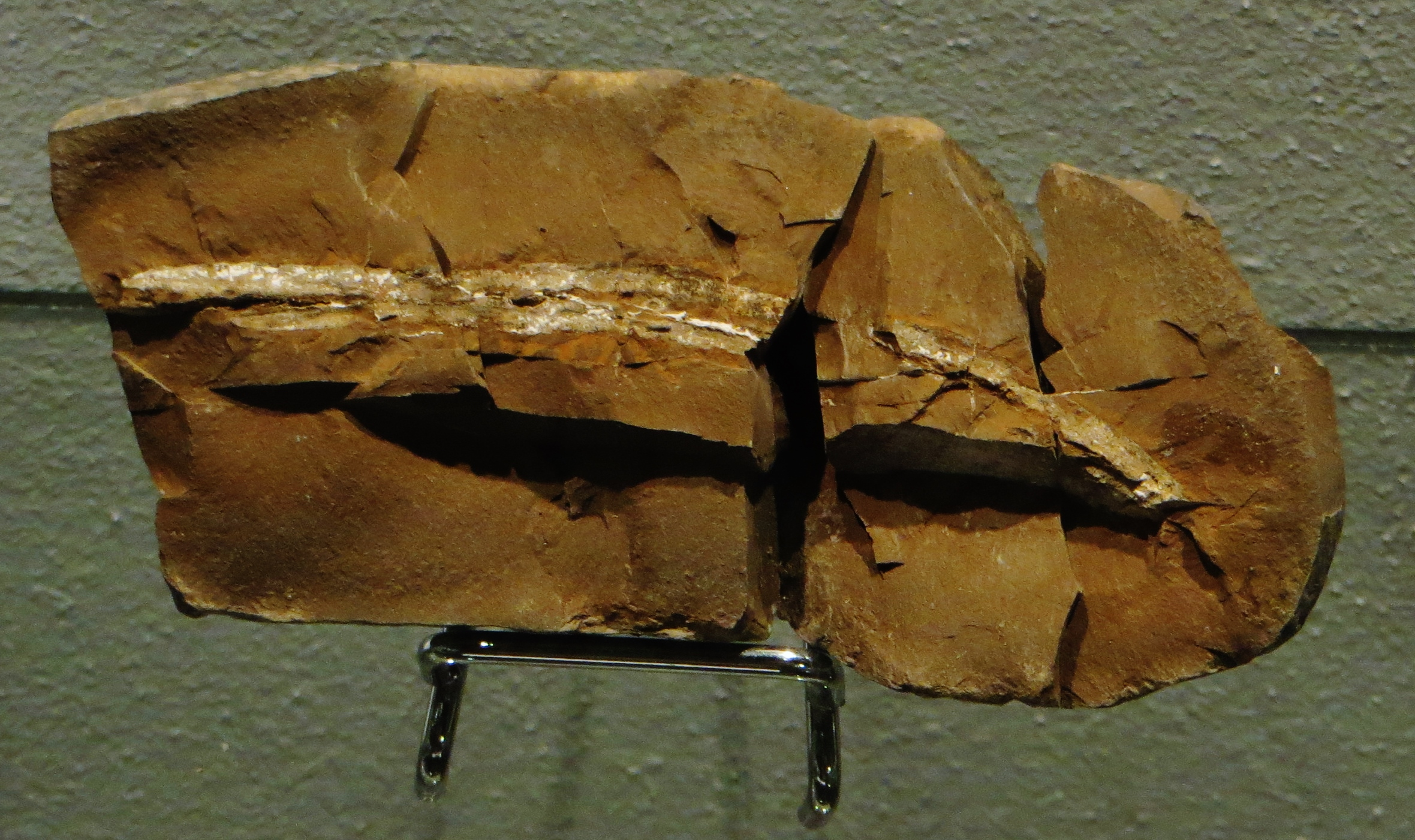
Fossile de la myxine préhistorique Myxineidus gononorum - photographie prise au Muséum d'histoire naturelle d'Autun.

### Personnalités liées à la commune
- Christophe Alévêque (1963-), humoriste, chanteur, chroniqueur, originaire de Montceau-les-Mines ;
- Ginette Baudin (1921-1971), actrice née à Montceau-les-Mines. Épouse de l'acteur Andrex ;
- Henry Boério (1952-), gymnaste montcellien médaille de bronze aux Jeux olympiques de Montréal en 1976 à la barre fixe, 6 fois champion de France de 1972 à 1977, médaille d'or du concours général des Jeux Méditerranéens 1975, médaille de bronze aux barres parallèles aux championnats d'Europe 1979 :
- Richard Bonnot, né en 1957 à Montceau-les-Mines : chanteur, musicien, acteur membre du groupe Les Charlots ;
- Jean Bouveri (1865-1927), maire de Montceau-les-Mines de 1900 à 1927, député et sénateur de Saône-et-Loire, 1er maire issu d'une liste socialiste en France ;
- Étienne Camus (1867-1955), sculpteur connu pour son Poilu au repos qui orne plusieurs centaines de monuments aux morts ; né à Montceau-les-Mines ;
- Bernard de Gaulle (1923-2019), résistant et neveu du général de Gaulle, né à Montceau-les-Mines ;[réf. nécessaire]
- Roger Denux (1899-1992), écrivain :
- André Frénaud (1907-1993), poète né à Montceau-les-Mines ;
- Bernard Giroux (1950-1987), journaliste né Montceau-les-Mines et décédé accidentellement en compagnie du pilote automobile Didier Pironi en disputant une course de bateaux off-shore. Il fut le compagnon de la chanteuse Jeane Manson. Vainqueur des Paris-Dakar 1981 (avec René Metge) et 1987 (avec Ari Vatanen) ;
- André Jarrot (1909-2000), maire de 1965 à 1987, ministre de la Qualité de la vie (1974-1976), Compagnon de la Libération ;
- Christian Larièpe né le 2 aout 1959 à Montceau-les-Mines, joueur, entraîneur et dirigeant de football notamment à Lille, Bordeaux, Nantes, Marseille, Saint-Etienne et au Dynamo de Moscou ;
- Joseph Léger (1895-1950), secrétaire général de mairie durant la Seconde Guerre mondiale, chargé du Ravitaillement ;
- Charles Leroux, (1851-1926) compositeur de la célèbre marche militaire japonaise Battōtai, finit le reste de sa vie à Montceau-les-Mines ;
- Lise London (1916-2012), résistante née Ricol à Montceau-les-Mines. Son rôle dans le film de Costa-Gavras L'Aveu est tenu par Simone Signoret, et Jean Ferrat l'évoque dans Le Bilan ;
- Éliane Monceau (1926-1985), actrice née à Montceau-les-Mines ;
- Patrick Parizon, footballeur international ;
- Henri Parriat (1910-1975), archéologue ;
- Jéromine Pasteur (1954), exploratrice, née à Montceau-les-Mines ;
- Henri Perruchot (1917-1967), né à Montceau-les-Mines, écrivain, critique d'art, membre fondateur de l'Académie du Morvan et du Prix littéraire du Morvan qui porte son nom ;
- « La Josette Fuet » ou Josette Schepens, reine de Beauté de Montceau-les-Mines dans les années 1930, s'illustra aussi sous le chapiteau de Roger Lanzac où elle chantait d'une voix cristalline les succès de son temps, comme « Les roses blanches » ou « Mon légionnaire ». Elle participa aussi à de nombreuses émissions radiodiffusées d'après-guerre ;
- Julien Stopyra (1933-2015), ancien footballeur international français né à Montceau-les-Mines. Il était attaquant, avant-centre, ailier gauche. Son fils Yannick Stopyra eut également une carrière de footballeur ;
- Bernard Thévenet, coureur cycliste licencié au Moto Vélo Club Montceau, deux fois vainqueur du Tour de France, notamment ;
- Clément Turpin (1982-), arbitre montcellien. Arbitre international FIFA de football, le plus jeune à exercer cette fonction ;
- Marie-Alice Yahé, montcellienne, capitaine du XV de France de rugby, commentatrice sur Canal +, mariée au joueur international du LOU Rugby Lionel Beauxis.

### Héraldique
| Blason de Montceau-les-Mines | Blason  | Écartelé au 1) de gueules à la lampe de mineur ancienne d’argent, au 2) d'argent à la masse de sable et à la hache du même passées en sautoir, au 3) d’argent au marteau de sable et au pic du même passés en sautoir, au 4) de gueules à la lampe de mineur de sûreté d’argent ; au caducée de mercure d’or brochant en pal sur la partition ; le tout sommé d’un chef d’azur de trois étoiles d’argent. |
| Blason de Montceau-les-Mines | Détails | Le statut officiel du blason reste à déterminer. |

## Pour approfondir